# Cynthia Watmough

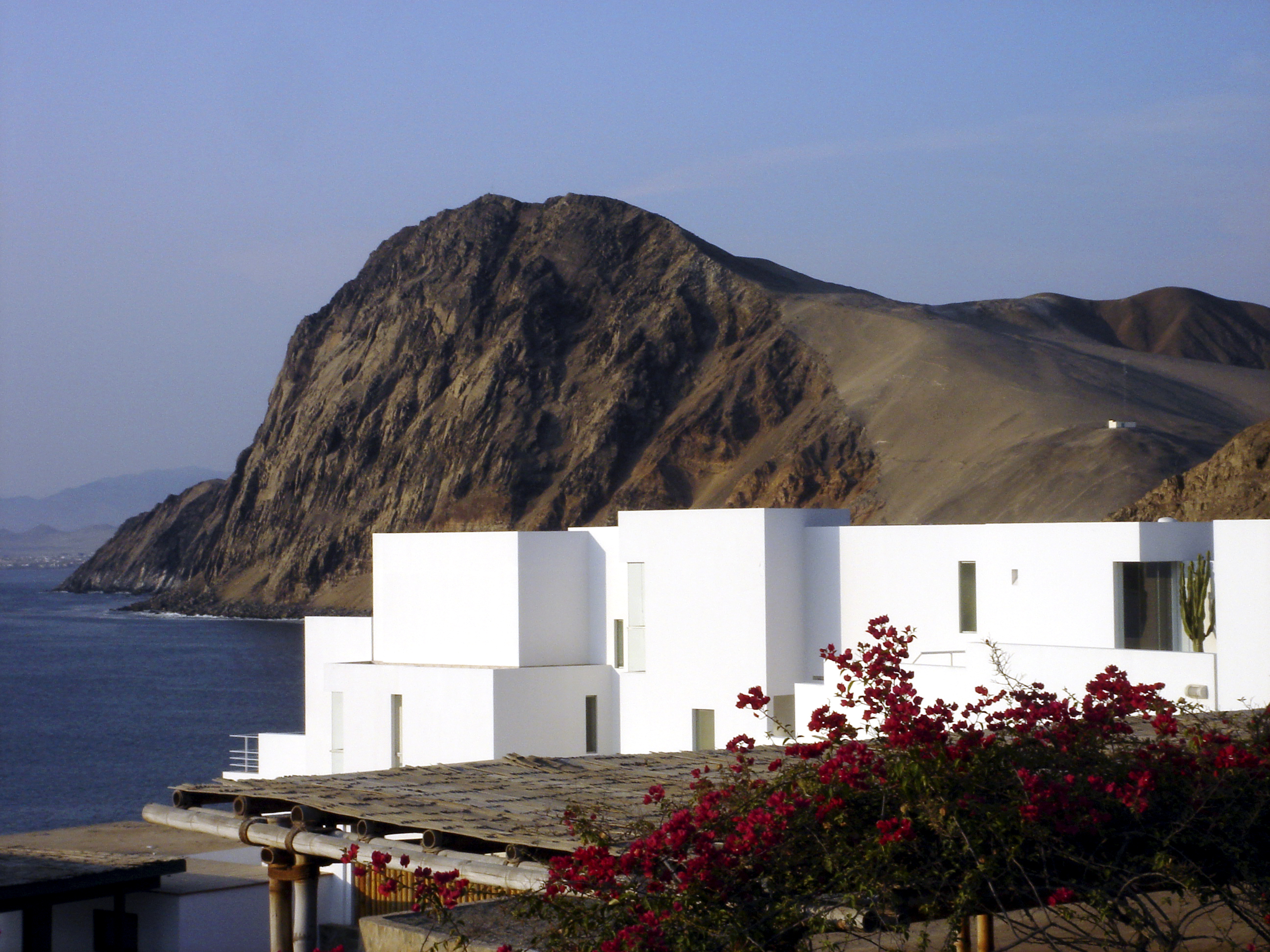
Edifici-H en la platja La Honda, Lima

Cynthia Ysabel Watmough Vega (Lima, Perú 1961), és una arquitecta peruana, guanyadora del Premio Hexàgon d'Or.

## Trajectòria
Cynthia Watmough va estudiar arquitectura a la Universitat de Syracusa a Nova York, Estats Units, entre 1978 i 1983. A Lima es va exercir durant uns anys com a Professora a la Universitat Ricardo Palma. Després va viatjar a Anglaterra i, entre 1990 i 1991, va estudiar en el Architectural Association School of Architecture de Londres, on va obtenir el títol de Magister en Housing + Development. De retorn novament a Lima va crear en 1992, al costat d'Alfredo Benavides, el seu espòs, va obrir l'oficina Benavides & Watmough arquitectes.

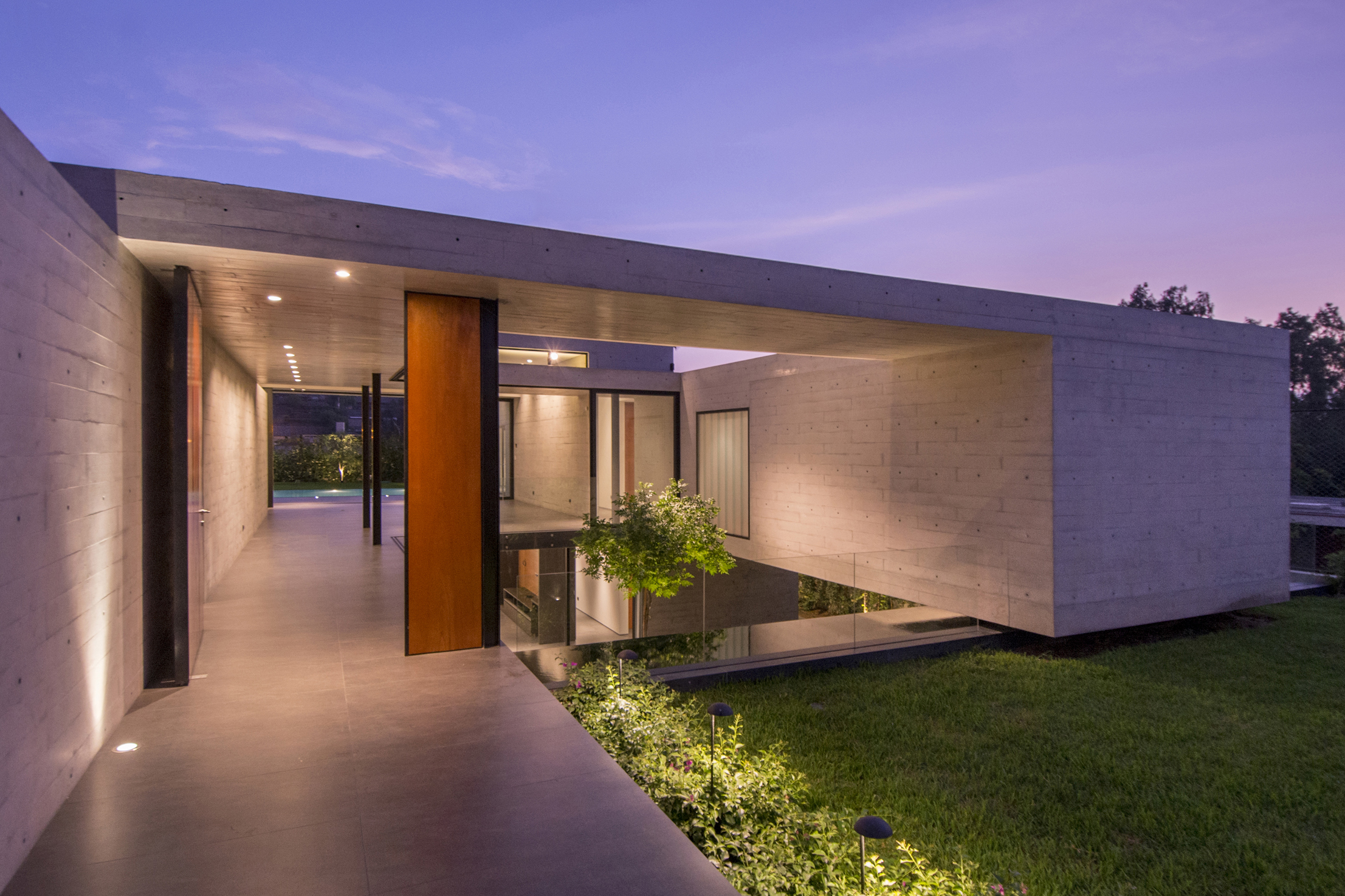
Casa Patio-III, Lima

El treball de l'oficina Benavides & Watmough arquitectes abasta diferents modalitats com ara a encàrrecs privats públics i concursos professionals, incloent escales i programes diversos: residències particulars i col·lectives, esglésies, universitats, hotels i projectes urbans. Les tasques d'organització i coordinació del treball són en equip, amb la col·laboració de vuit arquitectes: Stephanie Delgado, Stanislas Naudeau, Álvaro Noel Rojas, José Luis Fernández. Jonathan Lapel. Pamela Encunya, Melanie Nogueres i Ivonne Flórez.

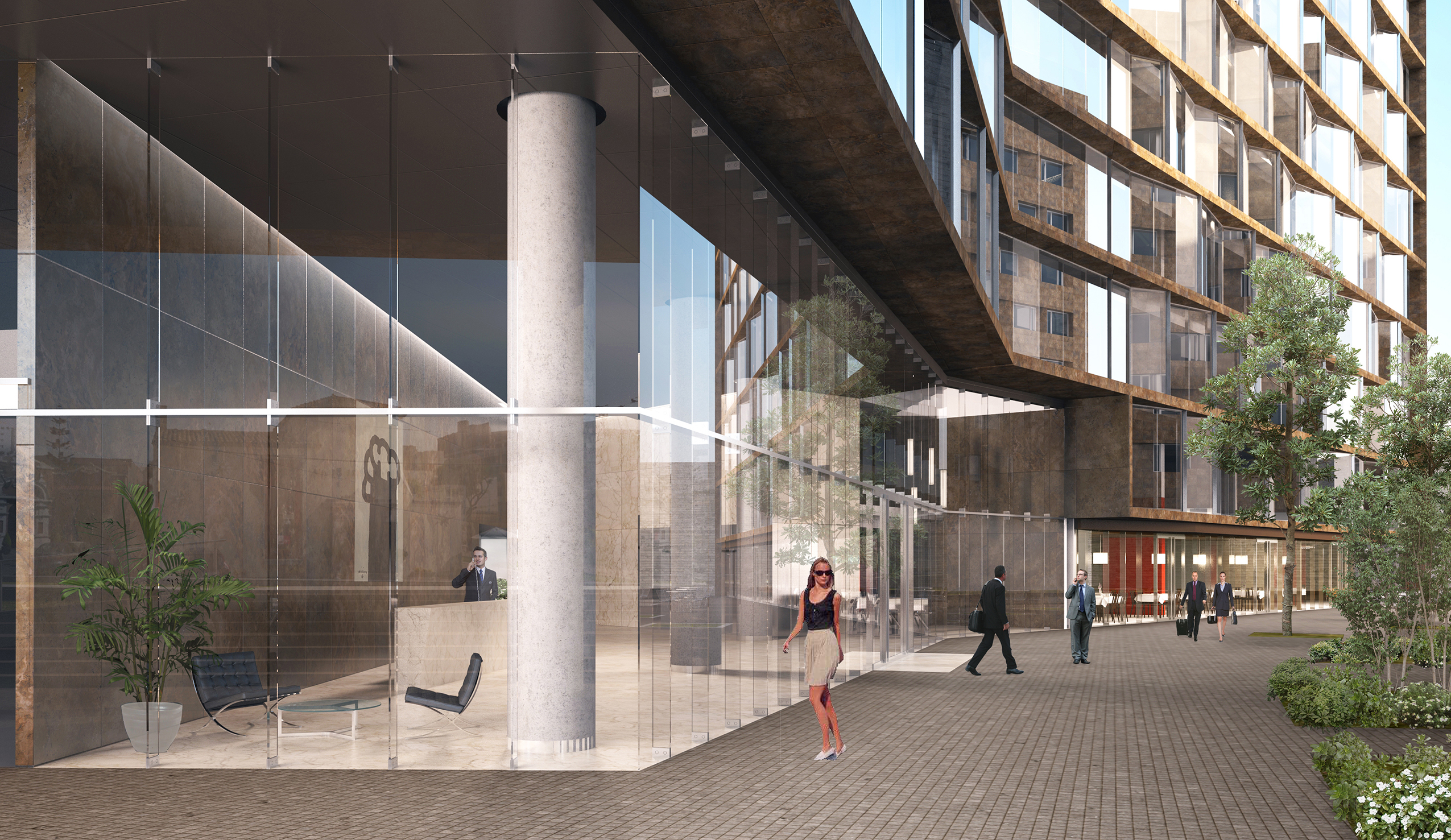
Projecte Hotel-Oficines Talbot, Lima

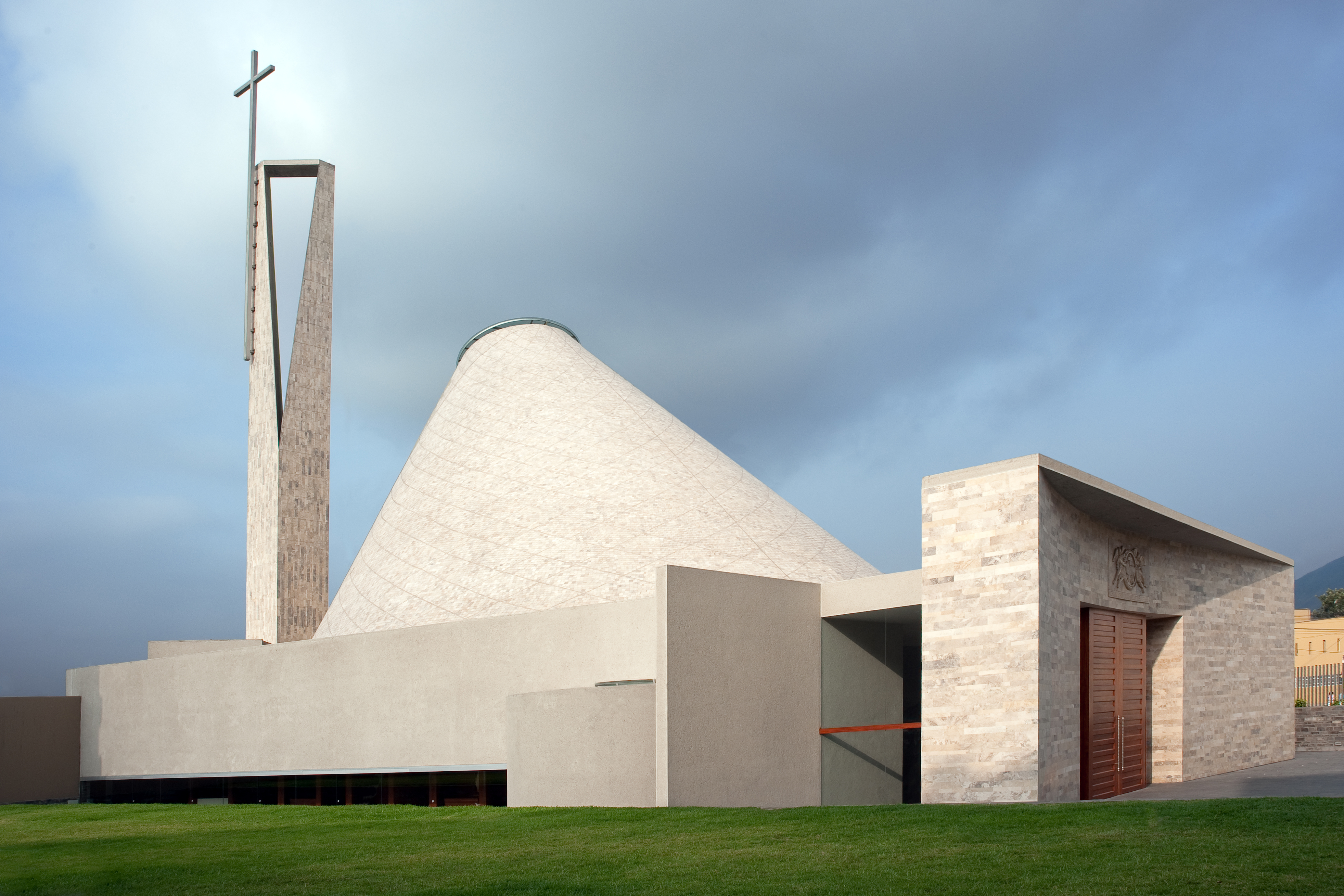
Església Sagrat Cor de Jesús, Lima

Watmough s'exerceix des de 2006 com a professora a la Pontifícia Universitat Catòlica del Perú en els cursos de Taller 5, disseny, i Seminari de construcció 2 de la Facultat d'Arquitectura i Urbanisme. En 2013, gràcies a un conveni especial entre la seva Universitat i la Facultat d'Arquitectura, Art i Disseny de la Universitat Diego Portals de Xile que implementen conjuntament una modalitat de cursos intensius dictats tant a Perú com a Xile, obté el títol de Magister en Territori i Paisatge.
S'ha interessat especialment per construccions precolombinas com Puruchuco, realitzant diverses publicacions

## Obres
En 2003 es va associar amb Ruth Alvarado i van crear el Club Playa La Honda, un club nàutic i de pesca inspirat en les andanes incaicos.

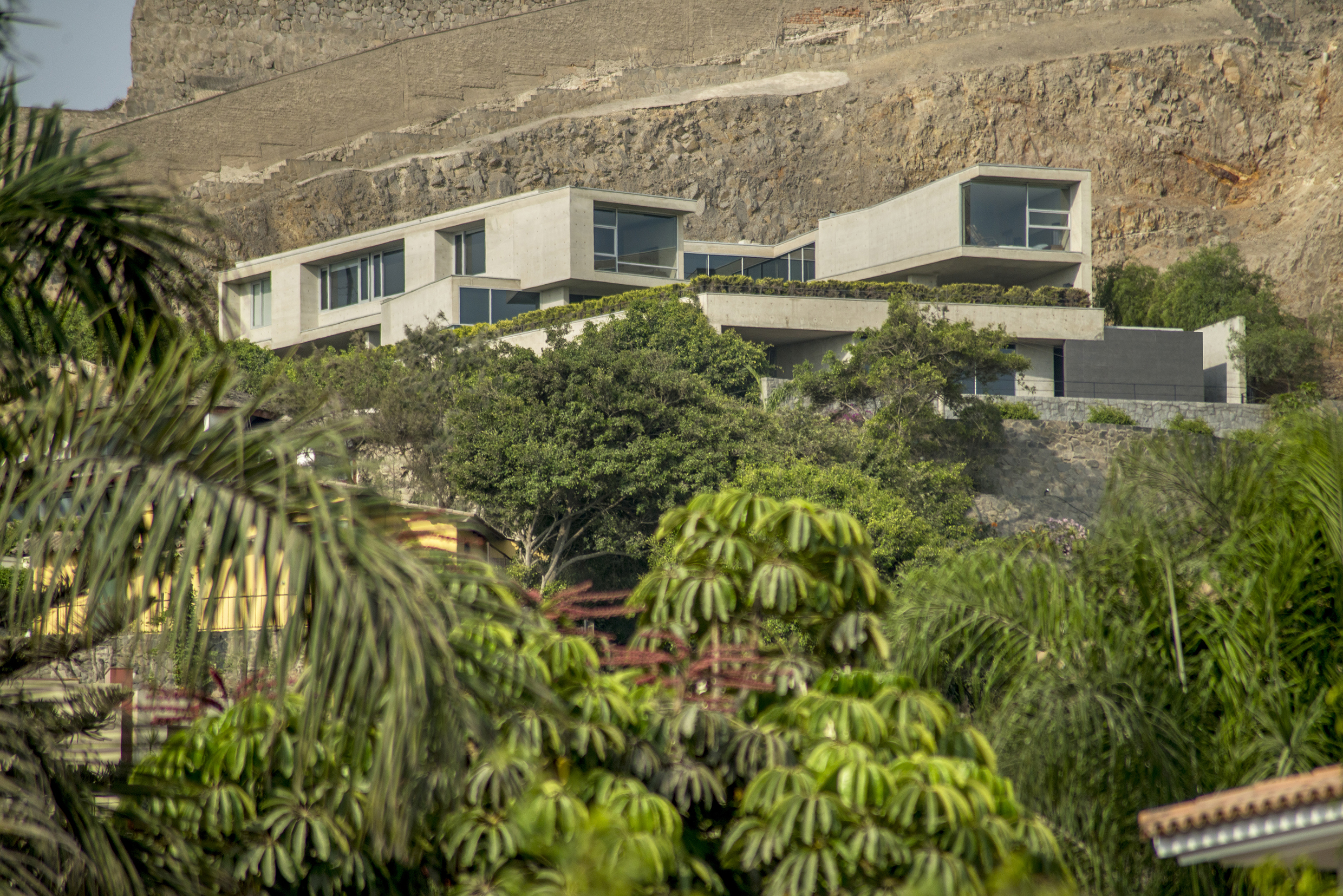
Casa Ladera II, Lima

L'edifici multifamiliar en el club de platja La Honda rep l'any 2000 l'Hexàgon d'Or, premi màxim de la IX Biennal d'Arquitectura de Perú organitzada pel Col·legi d'Arquitectes del Perú. Es tracta d'un edifici d'habitatge temporal construït en quatre nivells escalonats i un soterrani, amb quatre petits departaments que s'articulen entorn d'un pati central trapezoïdal i a un eix de circulació continu. A més d'aprofitar la seva particular ubicació -una bella platja al sud de Lima, en un lot profund de 12.50 m de front, 8.50 m de fons, amb una entalladura de 5 m en la seva part central- l'ordenament espacial està controlat per la topografia del terreny i per la interacció de múltiples perspectives.
En 2007, junt Alfredo Benavides, Oscar Borasino i Ruth Alvarado, va construir l'Església Sagrat Cor de Jesús, un temple de planta el·líptica a Lima.

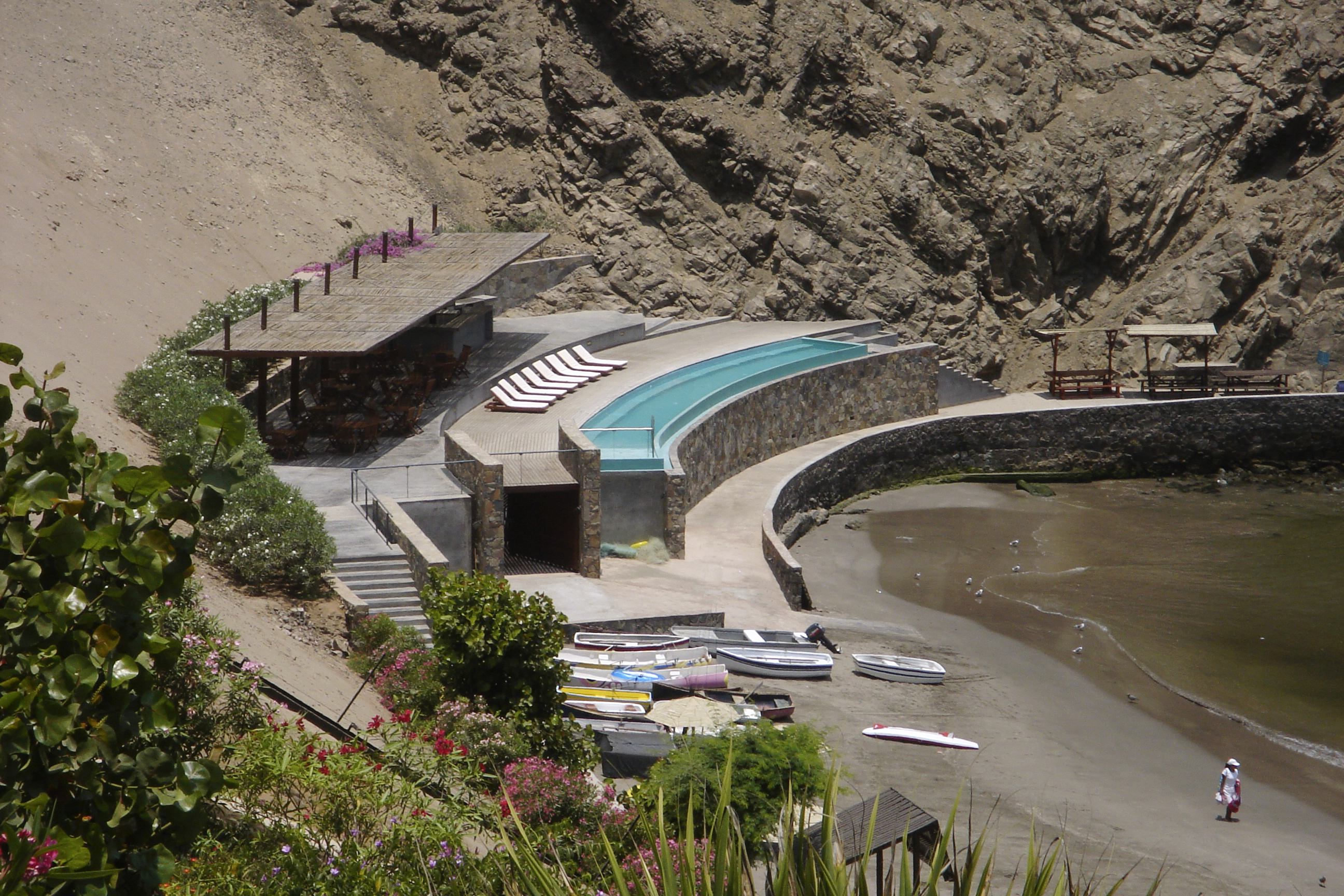
Club de platja La Honda Lima

La casa en La Ladera II (2011) està situada en una zona residencial de Surco, Lima, sobre un terreny d'1.500 metres quadrats amb una vista excepcional de 270° sobre la ciutat. Watmough comenta que la resolució de l'accés a l'habitatge va ser un dels majors reptes. El terreny comprèn un pendent parcialment ocupat per un turó de roca en la seva part posterior, per la qual cosa es projecta una rampa vehicular fins al nivell d'estacionament, coberta amb una llosa de formigó per aprofitar els 200 metres quadrats de l'àrea de jardí que ocupa. Es converteix així en una rampa-túnel, on s'obren en certs trams, unes petites claraboies per a la seva il·luminació i ventilació. Es decideix situar la plataforma del primer nivell a deu metres d'altura pel que fa a la rotonda d'accés, per alliberar la vista dels sostres immediats de les cases veïnes. L'estratègia general és relacionar visualment la casa amb la panoràmica de la ciutat de Lima i el tall natural del turó en la part posterior.
El campus de la Universidad San Ignacio de Loyola (2014) en el districte La Molina, Lima, resulta d'un concurs privat on l'oficina obté el primer lloc. Es tracta d'un pla, que està sent construït en etapes, compost per 5 edificis: l'aulari, un edifici administratiu i biblioteca de 10 pisos, un auditori polivalent per 1.000 butaques, una capella i l'estacionament per 800 vehicles, amb una superfície total de 58.000m2. El projecte contempla tres estratègies proyectuales: generar un gran espai central, disposant els cinc blocs construïts en el perímetre del terreny; orientar l'aulari en sentit est-oest, per aconseguir la major eficiència energètica i evitar la radiació solar directa sobre les aules; i connectar els diferents edificis a través d'un sistema de corredors, ponts i espais públics en diversos nivells.

## Premis i reconeixements[calcitació]
L'oficina Benavides & Watmough ha rebut a la llarg dels anys diferents premis i reconeixements.
- Premio Hexàgon d'Or, IX Biennal Nacional d'Arquitectura del Perú - 2000. Lima, Perú per la Casa H.
- Finalista Hexàgon d'Or, IX Biennal Nacional d'Arquitectura del Perú - 2000. Lima, Perú, per la Casa O.
- Finalista Hexàgon d'Or, IX Biennal Nacional d'Arquitectura del Perú. - 2000. Lima, Perú, per Església Sagrat Cor.
- Esment Honrosa XIV Biennal Panamericana de Quito, 2004 - pel club de platja La Honda.
- XI Biennal Nacional d'Arquitectura del Perú, 2004 - Esment Honrosa per Església Sagrat Cor.
- Primer lloc XIII Biennal d'Arquitectura del Perú, 2008 en la categoria de turisme, culte i recreació per l'Església Sagrat Cor.
- Primer premi Concurso Privat, Hotel Oficinas Talbot, Hotel 5 estels i edifici d'oficines. 2013